# Rheinhessischer Turnerbund

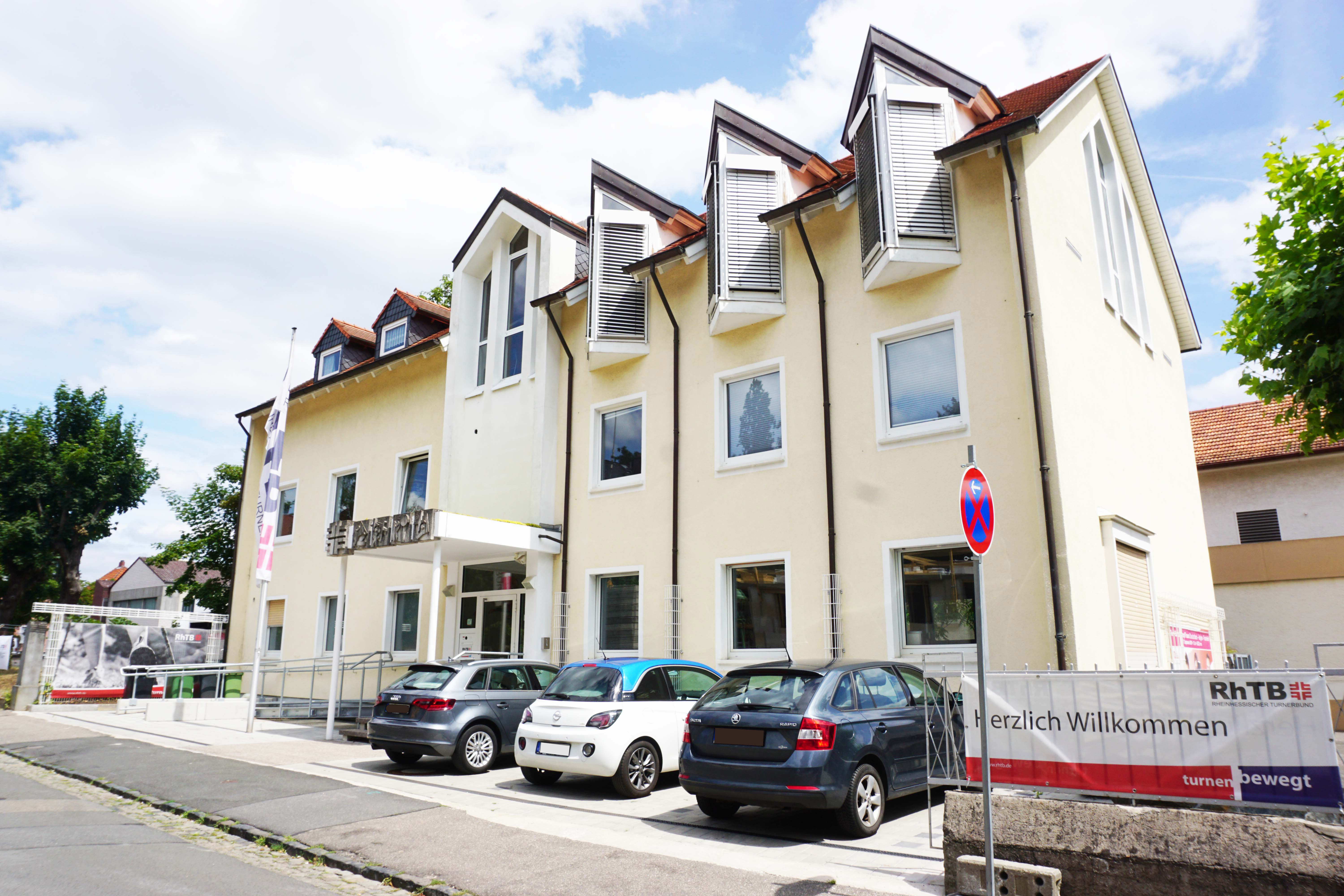
Geschäftsstelle des Rheinhessischen Turnerbundes

Der Rheinhessische Turnerbund e. V. ist der Fachverband für Turnen und Gymnastik, Leistungs-, Breiten-, Freizeit-, Fitness und Gesundheitssport in Rheinhessen. Er betreut derzeit 196 Vereine in vier Regionen mit über 69.500 Mitgliedern. Gemeinsame Interessen werden in der Arbeitsgemeinschaft der drei Turnverbände in Rheinland-Pfalz (ARGE) – Turnverband Mittelrhein, Pfälzer Turnerbund und Rheinhessischer Turnerbund – vertreten.

## Struktur

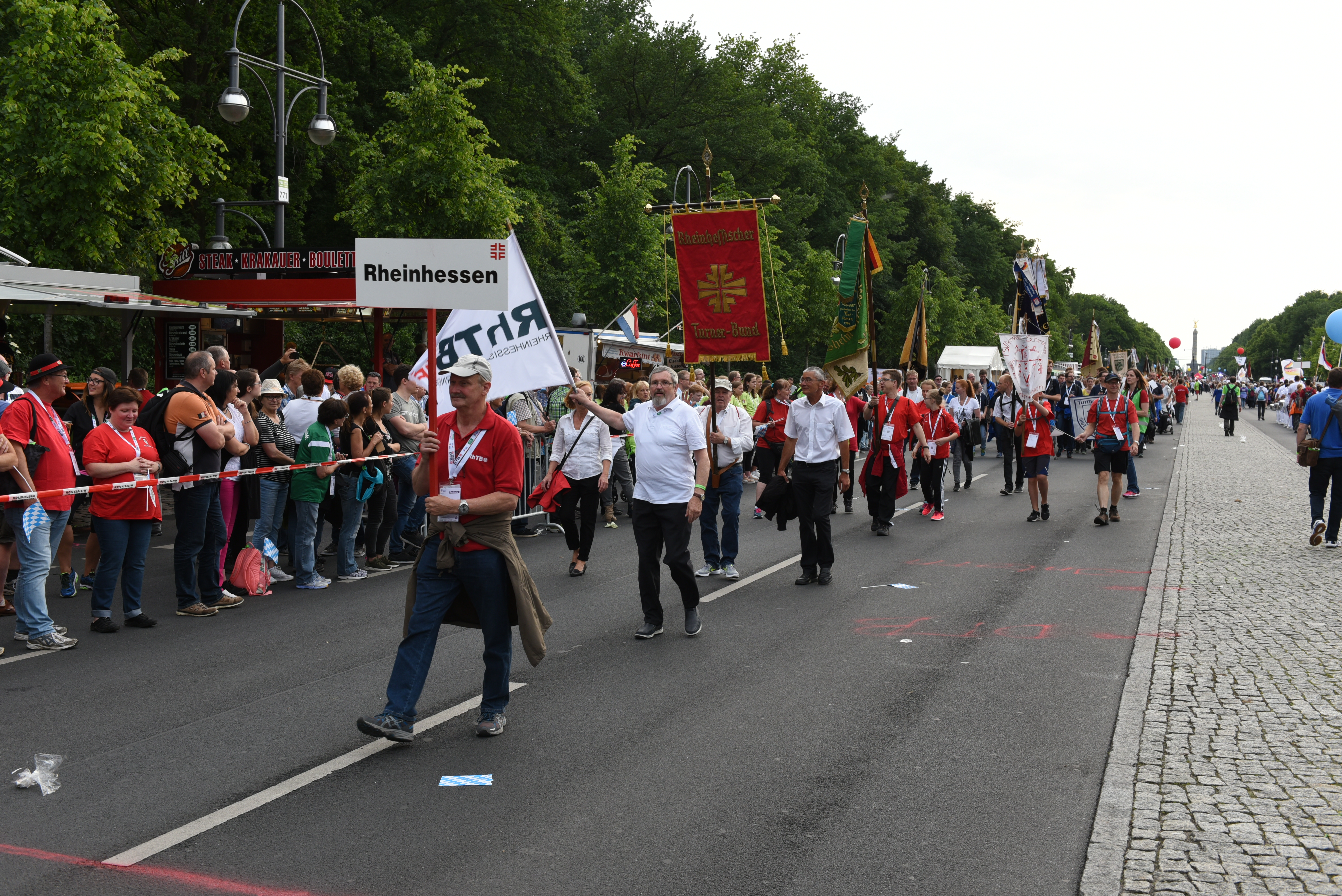
Vereine des Rheinhessischen Turnerbundes beim Internationalen Deutschen Turnfest 2017 in Berlin

Das Verbandsgebiet ist für die Betreuung der RhTB-Mitglieder in die vier Regionen Bingen, Mainz, Alzey und Worms untergliedert. Die Verwaltung der Regionen obliegt dem Rheinhessischen Turnerbund und wird an regionale Untergliederungen bzw. Turngaue delegiert.
Regionalversammlungen wählen für zwei Jahre bis zu vier Regionalverantwortliche je Region, die jeweils einen Regionalausschuss bilden, sowie einen Regionalsprecher je Region. Aufgabe der Regionalverantwortlichen ist die Kommunikation sowie der Austausch mit den Mitgliedern. Die Regionalverantwortlichen sind für die Vertretung der Interessen der Vereine in den Verbandsstrukturen zuständig.
Gemeinsam mit den Regionalverantwortlichen der vier Regionen, den Fachgebietsverantwortlichen und dem Präsidium stellt der Rheinhessische Turnerbund eine tragfähige Struktur auf, löst Hemmschwellen und nutzt die bestehenden Netzwerke sinnvoll und effizient.

## Geschichte
Mit einem Schreiben vom 3. Juni 1862 lud der Vorort Mainz alle Turnvereine Rheinhessens zu einem Bezirksturnfest (entspricht Turntag, d. Red.) ein, zu dem jeder Verein einen Vertreter entsenden sollte.

### Die Gründung des „Rheinhessischen Turnerbundes“
Die Tagesordnung dieses ersten rheinhessischen Turntages, der am 15. Juni 1862 im Lokal Hellmeister in der Gräberstraße (heute: Grebenstraße) in Mainz stattfand, umfasste die folgenden sechs Punkte
1. Errichtung einer Vorturnerschule für Rheinhessen
2. Aufstellung der Statistik des Bezirks
3. Einigung über den für das Jahndenkmal zu entsendenden Felsblock
4. Vertretung des Bezirks auf den Kreisturntagen
5. Beitrag der Vereine für den allgemeinen deutschen Turnverband (DT)
6. Regelung des Verhältnisses der Turnvereine zum Vorort des mittelrheinischen Turnverbandes (5. Kreis Mittelrhein)

Auf dem Turntag in Gonsenheim, im Frühjahr 1863, ist der rheinhessische Turnbezirk in folgende sieben Kreise eingeteilt worden:
Mainz, Bingen, Sprendlingen, Wörrstadt, Oppenheim, Alzey und Worms mit den genannten Orten als jeweiligem Vorort.
Bis Ende 1864 hatten sich in Rheinhessen 97 Turnvereine gegründet, von denen bereits 43 in einem Dokument zum ersten Bezirksturntag, am 15. Juni 1862, genannt sind.
Bis 1869 lösten sich zwar, bis auf 15 Turnvereine, die meisten auf, oder ließen die Turnpraxis ruhen, doch nach der Reichsgründung 1871 lebte das Turnen wieder auf. So hieß es denn auch im Kaiserreich: „Sänger, Turner, Schützen sind des Reiches Stützen“.
Beim mittelrheinischen Turntag in Mainz, am 22. Mai 1881, war der Geschäftsführer und spätere langjährige Vorsitzende der Deutschen Turnerschaft (DT), Ferdinand Götz aus Leipzig, anwesend, um im Auftrag des Ausschusses der DT den Mittelrheinkreis aufzufordern, seine Satzungen denen der Deutschen Turnerschaft und der anderen Kreise anzupassen. Götz kritisierte, dass das Weiterbestehen der Institution „Vorort“und die Einschränkung der Bildung neuer Gaue keinen Sinn machten. Die Leitung des Gaues Rheinhessen wurde daraufhin ab 1883 einem Ausschuss übertragen, der zunächst aus fünf und ab 1897 aus sieben Mitgliedern bestand.

### Turnen in der Zeit des Nationalsozialismus
Mit der Machtübernahme Hitlers, am 30. Januar 1933, erfuhren insbesondere das Turnen, das im Sinne Jahns Oberbegriff für alle Leibesübungen war, und die Deutsche Turnerschaft, als der mitgliederstärkste Verband Deutschlands, entscheidende Veränderungen. Am 28. April 1933 wurde der SA-Gruppenführer von Tschammer und Osten als Reichssportkommissar eingesetzt, um „bei aller Wahrung der Tradition und des Eigenlebens der Verbände das vielfach planlose Nebeneinander von sportlichen Organisationen und Einrichtungen zu beseitigen.“ Nach dem Zusammenbruch des Dritten Reichs, am 8. Mai 1945, haben von den drei westlichen Siegermächten die Franzosen in ihrer Besatzungszone den Wiederaufbau des Turnens und Sports am längsten behindert. Im Amtsverkündigungsblatt für den Landkreis Mainz vom 2. November 1945 heißt es, dass von der Militärregierung in Mainz „die Sportarten (Fußball, Handball, Basketball und Hockey) allein zugelassen sind unter Ausschließung derer, die man unter Geländesport, Wanderungen und Turnen versteht. Es ist jeder Sport wie Boxen, Ringen, Fechten usw., der militärischen Charakter hat, streng verboten, sowie jeder Sport außerhalb eines Sportplatzes oder innerhalb einer Halle.“
In der Verordnung Nr. 33 der französischen Militärregierung vom 4. Februar 1946 wird „die Bildung von Vereinigungen oder Zusammenschlüssen von Sportvereinen (…) auf das Gebiet eines Kreises oder mit besonderer Genehmigung (…) auf das Gebiet eines Landes oder einer Provinz beschränkt.“

### Die Wiedergründung des Rheinhessischen Turnerbundes
Nachdem am 8. Mai 1949 das Grundgesetz der Bundesrepublik Deutschland verabschiedet worden war, durften auf dem Gebiet der französischen Besatzungszone die Turnvereine und ihre Organisationen wieder entstehen.
Am 26. Juni 1949 wurde in der Gonsenheimer Turnhalle der Rheinhessische Turnerbund als Folgeorganisation des Rheinhessischen Turngaues gegründet.
Der Rheinhessische Turnerbund gliederte sich in die vier Turngaue Turngau Mainz, Turngau Bingen, Turngau Worms und Turngau Alzey.

## Turnfest und Großveranstaltungen
Die ersten turnerischen Großereignisse nach der Gründung 1949 waren das deutsche Turnerjugendtreffen in Ingelheim, das Pfingsten 1950 stattfand, das erste Landesturnfest, am 8. und 9. Juli 1950 in Wöllstein, und das 6. Bundesalterstreffen, das mit über 6.000 Teilnehmern vom 7. – 9. August 1959 in Mainz veranstaltet wurde.
Das erste rheinhessische Kinder- und Jugendturnfest wurde 1968 in Mainz organisiert, es kamen über 1.100 Kinder ins Bruchwegstadion. Weitere Kinder- und Jugendturnfeste fanden statt am 5. Juni 1973 in Ober-Olm, am 11. Juli 1977 und am 17. Mai 1980 in Osthofen, am 23. August 1981 in Gau-Odernheim, am 11. Juli 1982 in Hechtsheim sowie vom 7.-9. September 2001 und 2007 in Nieder-Olm. Die Teilnehmerzahlen lagen bei 1.800 bis 2.300 Kindern.
Es bestanden drei Bergturnfeste in Rheinhessen. Das Waldeck-Bergturnfest in Ingelheim, das Scharlachberg-Turnfest in Bingen und das Landskron-Bergturnfest in Oppenheim. Letzteres besteht noch heute, die beiden anderen Turnfeste wurden von den örtlichen Veranstaltern aufgegeben.
Die rheinhessischen Landesturnfeste:
1. Wöllstein – 1950
2. Guntersblum – 1952
3. Wöllstein – 1955
4. Mainz-Gonsenheim – 1957
5. Alzey – 1960
6. Worms – 1964
7. Wöllstein – 1967
8. Osthofen – 1970
9. Mainz-Bretzenheim – 1975
10. Sobernheim – 1979 (gemeinsam mit dem Turnverband Mittelrhein)
11. Alzey – 1989

Das Turnfest der beiden Turnverbände in Sobernheim 1979 wurde als Impuls-Veranstaltung für ein gemeinsames Landesturnfest Rheinland-Pfalz, zusammen mit dem Pfälzer Turnerbund, verstanden.
1965 gründeten die drei Turnverbände Pfalz, Mittelrhein und Rheinhessen, als jeweils selbständige Turnverbände des Landes Rheinland-Pfalz, eine Arbeitsgemeinschaft (ARGE). Die sportlichen Angebote der drei Verbände sollten hierüber optimiert und koordiniert, Lehrgänge und Ausbildungen organisiert, sportpolitische Aussagen und Maßnahmen formuliert und realisiert werden. Gemeinsame Turnfeste auf der Landesebene von Rheinland-Pfalz wurden als ein Markenzeichen der Zusammenarbeit bereits bei Gründung der ARGE geplant.
Die Arbeitsgemeinschaft besteht und arbeitet im genannten Sinne bis heute.
Die Turnfeste auf der Ebene des Landes Rheinland-Pfalz
- Mainz vom 31.05. – 03.06.1984
- Trier vom 10.06. – 13.06.1993
- Kaiserslautern vom 03.06. – 06.06.1999
- Koblenz vom 10.06. – 13.06.2004
- Mainz vom 13.05. – 16.05.2010
- Pirmasens vom 25.05. – 29.05.2016